# Michael Coleman (guitarrista)
Michael Coleman (Chicago, 24 de junio de 1956 – 2 de noviembre de 2014) fue un guitarrista, cantante y compositor de blues estadounidense. Fue seleccionado entre los 50 mejores bluesmen por la revista Guitar World. Grabó cinco álbumes en solitario y trabajó con James Cotton, Aron Burton, Junior Wells, John Primer y Malik Yusef.

## Biografía
Coleman nació en Chicago, Illinois en 1956. Comenzó su carrera musical a temprana edad junto a su padre Cleother "Baldhead Pete" Williams. En esos primeros años, tocó con músicos de blues como Aron Burton y Johnny Dollar en el North Side de Chicago. En 1975, se convirtió en músico profesional y, cuatro años después, ya era músico de banda de Eddy Clearwater con el que hizo una gira por Europa. Esto lo llevó a trabajar para James Cotton, en cuya banda tocó durante casi diez años. Coleman trabajó con Cotton en tres álbumes, incluido Live from Chicago: Mr. Superharp Himself , publicado por Alligator Records.
Coleman trabajó para Junior Wells, Buster Benton, Jimmy Dawkins y Syl Johnson en la década de los 80. A principios de los 90, empieza su carrera en solitario. Su canción "Woman Loves a Woman" de 1987 contenía una polémica lírica, en la que confesó que estaba enamorado de una mujer, pero "Ella también está enamorada de una mujer". Coleman formó a los Backbreakers como su conjunto de acompañamiento en 1991. Su álbum Shake Your Booty fue lanzado por el  sello austriaco Wolf Records en 1995.
Su debut en Estados Unidos fue Do Your Thing!, publicado por Delmark Records en 2000. Presentaba una mezcla de material que abarcaba blues,  soul y funk, con versiones de canciones previamente grabadas por Jimmy Reed, Otis Redding e Isaac Hayes. Se notó que la calidad de su forma de tocar la guitarra compensaba un acompañamiento vocal ligero.
En 2006, Coleman dirigió un grupo de músicos de Delmark en el álbum "Blues Brunch at the Mart".
Coleman tenía sobrepeso y tenía diabetes mellitus, lo que afectó gravemente su salud. Su médico le recomendó un cambio en el estilo de vida y, posteriormente, perdió 68 kilos. Comenzó su gira Chicago Blues Tour 2010 actuando en Rosa's Lounge en Chicago. Coleman murió en noviembre de 2014 a la edad de 58 años.

## Discografía

### Álbumes
| Año  | Título                                               | Estudio de grabación   |
| ---- | ---------------------------------------------------- | ---------------------- |
| 1990 | Back Breaking Blues (Chicago Blues Sessions Vol. 18) | Wolf (Austria)         |
| 1995 | Self-Rising Blues                                    | SAAR (Italy)           |
| 1995 | Shake Your Booty                                     | Wolf Records (Austria) |
| 1997 | You Can't Take What I Got                            | SAAR (Italy)           |
| 2000 | Do Your Thing!                                       | Delmark                |
| 2002 | Chicago Blues Festival 1991                          | Black & Blue           |
| 2006 | Blues Brunch at the Mart                             | Delmark                |
| 2008 | Harmony Mill                                         | Minefield              |

### Trabajos con otros músicos
- High Compression, James Cotton (1984)
- Live from Chicago Mr. Superharp Himself, James Cotton (1986)
- Harp Attack!, James Cotton (1990)
- Poor Man Blues, John Primer (1991)
- The Great Chicago Fire: A Cold Day in Hell, Malik Yusef (2003)
- "Wouldn't You Like to Ride", Malik Yusef (2005)[4]